# Tableau des médailles des Jeux olympiques d'été de 2008
Le tableau des médailles des Jeux olympiques d'été de 2008 donne le classement, selon le nombre de médailles gagnées par leurs athlètes, des pays participant aux Jeux olympiques de 2008, tenus à Pékin (Chine) du 8 au 24 août 2008.

## Classement

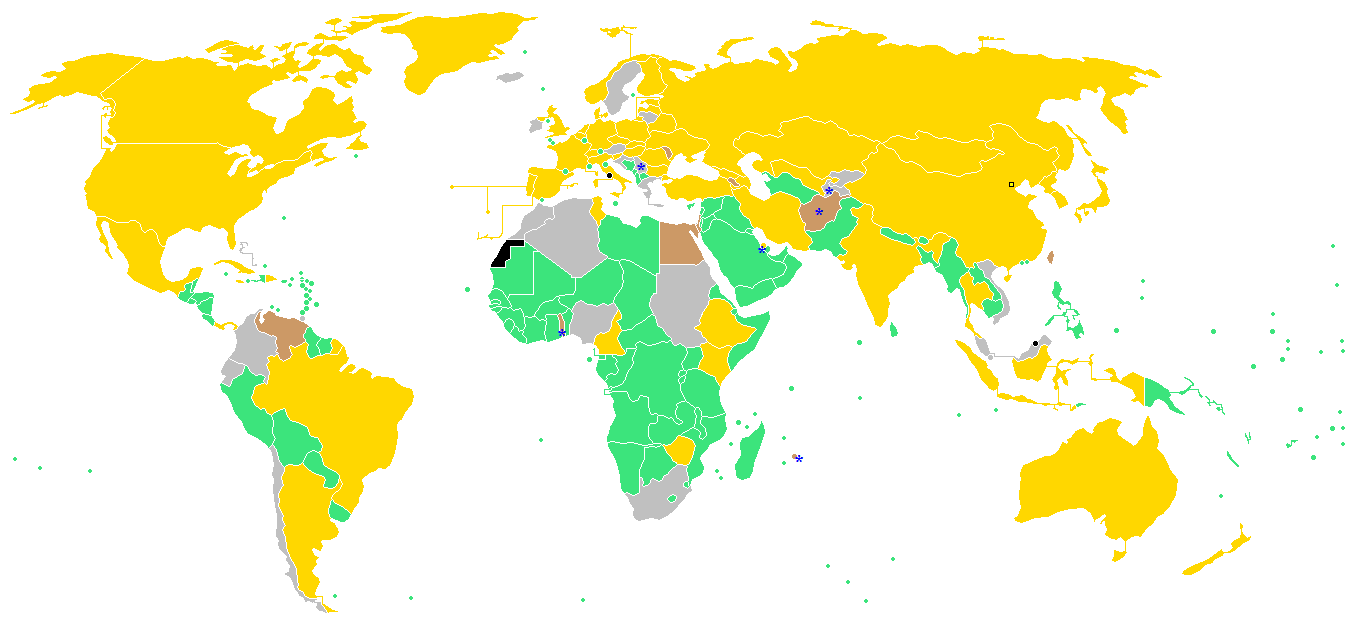
Carte représentant les résultats des pays participants aux Jeux olympiques de 2008

D'après le règlement du Comité international olympique, aucun classement des pays n'est reconnu à titre officiel et le tableau des médailles n'est donné qu'à titre informatif. Les nations sont classées selon le nombre de médailles d'or, puis d'argent et de bronze de leurs athlètes. En cas d'égalité, les pays sont classés selon leur code CIO. Dans les sports par équipes, les victoires sont comptabilisées comme une seule médaille.
Le nombre total de médailles en or, argent et bronze est différent car quatre médailles peuvent être remises dans certaines épreuves ou lorsque deux athlètes finissent ex æquo. En boxe, judo, lutte et taekwondo, deux médailles de bronze sont remises dans chacune des catégories.
Deux médailles d'argent ont été remises à Sherone Simpson et Kerron Stewart arrivées ex æquo en deuxième position en 10 s 99 au 100 mètres en athlétisme et aucune médaille de bronze n'a été décernée.
Deux médailles de bronze ont été remises à Jason Lezak et César Cielo ainsi qu'à Arkady Vyatchanin et Hayden Stoeckel, respectivement arrivés troisième ex æquo aux épreuves de 100 mètres nage libre et 100 mètres papillon en natation.
87 nations, sur 204 participantes, repartent de ces Jeux de Pékin avec au moins une médaille. La Chine termine en tête du classement avec 100 médailles au total (dont 48 en or) détrônant les États-Unis qui remportent certes 112 médailles, mais 36 en or (même nombre qu’en 2000 et 2004). La Russie reste en troisième position avec 60 médailles, dont 24 en or. La Grande-Bretagne, qui prépare ses jeux de 2012, fait un bond de la 10e place à la 4e avec 49 médailles dont 19 en or, au lieu de 9 en 2004. La France passe de la 7e place à la 10e avec un nombre de médailles total de 43, supérieur à celui de 2004 (33), mais inférieur en or de 7 contre 11 (et 13 en 2000).
C'est la première fois qu'autant de pays différents (87) remportent au moins une médaille lors d'une seule édition des Jeux.
Cinq pays ont remporté la première médaille de leur histoire : l'Afghanistan, Maurice, le Soudan, le Tadjikistan et le Togo.
La Mongolie, qui détenait jusqu'alors le record de médailles remportées sans or (15, soit 5 en argent et 10 en bronze), en a gagné 2 (plus 2 autres en argent). Le Panama a aussi remporté son premier titre, après deux médailles de bronze datant des Jeux de Londres en 1948 (remportées par le sprinter Lloyd LaBeach sur 100 m et 200 m).
- Pays organisateur (Chine)

| Rang  | Nation                 | Or  | Argent | Bronze | Total |
| ----- | ---------------------- | --- | ------ | ------ | ----- |
| 1     | Chine                  | 48  | 22     | 30     | 100   |
| 2     | États-Unis             | 36  | 39     | 37     | 112   |
| 3     | Russie                 | 24  | 13     | 23     | 60    |
| 4     | Grande-Bretagne        | 19  | 13     | 19     | 51    |
| 5     | Allemagne              | 16  | 11     | 14     | 41    |
| 6     | Australie              | 14  | 15     | 17     | 46    |
| 7     | Corée du Sud           | 13  | 11     | 8      | 32    |
| 8     | Japon                  | 9   | 8      | 8      | 25    |
| 9     | Italie                 | 8   | 9      | 10     | 27    |
| 10    | France                 | 7   | 16     | 20     | 43    |
| 11    | Pays-Bas               | 7   | 5      | 4      | 16    |
| 12    | Ukraine                | 7   | 4      | 11     | 22    |
| 13    | Kenya                  | 6   | 4      | 6      | 16    |
| 14    | Espagne                | 5   | 11     | 3      | 19    |
| 15    | Jamaïque               | 5   | 4      | 2      | 11    |
| 16    | Pologne                | 4   | 5      | 2      | 11    |
| 17    | Éthiopie               | 4   | 2      | 1      | 7     |
| 18    | Roumanie               | 4   | 1      | 4      | 9     |
| 19    | Cuba                   | 3   | 10     | 17     | 30    |
| 20    | Canada                 | 3   | 9      | 8      | 20    |
| 21    | Hongrie                | 3   | 5      | 2      | 10    |
| 22    | Norvège                | 3   | 5      | 1      | 9     |
| 23    | Brésil                 | 3   | 4      | 10     | 17    |
| 24    | Biélorussie            | 3   | 4      | 7      | 14    |
| 25    | République tchèque     | 3   | 3      | 1      | 7     |
| 26    | Slovaquie              | 3   | 3      | -      | 6     |
| 27    | Nouvelle-Zélande       | 3   | 2      | 4      | 9     |
| 28    | Géorgie                | 3   | 2      | 2      | 7     |
| 29    | Kazakhstan             | 2   | 3      | 4      | 9     |
| 30    | Danemark               | 2   | 2      | 3      | 7     |
| 31    | Corée du Nord          | 2   | 2      | 2      | 6     |
| 31    | Thaïlande              | 2   | 2      | 2      | 6     |
| 33    | Mongolie               | 2   | 2      | -      | 4     |
| 34    | Suisse                 | 2   | 1      | 4      | 7     |
| 35    | Argentine              | 2   | -      | 4      | 6     |
| 36    | Mexique                | 2   | -      | 2      | 4     |
| 37    | Belgique               | 2   | -      | -      | 2     |
| 38    | Zimbabwe               | 1   | 3      | -      | 4     |
| 39    | Slovénie               | 1   | 2      | 2      | 5     |
| 40    | Azerbaïdjan            | 1   | 1      | 4      | 6     |
| 40    | Indonésie              | 1   | 1      | 4      | 6     |
| 42    | Bulgarie               | 1   | 1      | 3      | 5     |
| 42    | Turquie                | 1   | 1      | 3      | 5     |
| 44    | Finlande               | 1   | 1      | 2      | 4     |
| 44    | Taipei chinois         | 1   | 1      | 2      | 4     |
| 46    | Lettonie               | 1   | 1      | 1      | 3     |
| 47    | Estonie                | 1   | 1      | -      | 2     |
| 47    | Portugal               | 1   | 1      | -      | 2     |
| 47    | République dominicaine | 1   | 1      | -      | 2     |
| 47    | Trinité-et-Tobago      | 1   | 1      | -      | 2     |
| 51    | Inde                   | 1   | -      | 2      | 3     |
| 52    | Iran                   | 1   | -      | 1      | 2     |
| 53    | Cameroun               | 1   | -      | -      | 1     |
| 53    | Panama                 | 1   | -      | -      | 1     |
| 53    | Tunisie                | 1   | -      | -      | 1     |
| 56    | Suède                  | -   | 4      | 1      | 5     |
| 57    | Lituanie               | -   | 3      | 2      | 5     |
| 57    | Nigeria                | -   | 3      | 2      | 5     |
| 59    | Croatie                | -   | 2      | 3      | 5     |
| 60    | Colombie               | -   | 2      | 1      | 3     |
| 60    | Grèce                  | -   | 2      | 1      | 3     |
| 62    | Arménie                | -   | 1      | 4      | 5     |
| 63    | Ouzbékistan            | -   | 1      | 3      | 4     |
| 64    | Autriche               | -   | 1      | 2      | 3     |
| 64    | Irlande                | -   | 1      | 2      | 3     |
| 64    | Kirghizistan           | -   | 1      | 2      | 3     |
| 64    | Serbie                 | -   | 1      | 2      | 3     |
| 68    | Algérie                | -   | 1      | 1      | 2     |
| 68    | Bahamas                | -   | 1      | 1      | 2     |
| 68    | Maroc                  | -   | 1      | 1      | 2     |
| 68    | Tadjikistan            | -   | 1      | 1      | 2     |
| 72    | Afrique du Sud         | -   | 1      | -      | 1     |
| 72    | Chili                  | -   | 1      | -      | 1     |
| 72    | Équateur               | -   | 1      | -      | 1     |
| 72    | Islande                | -   | 1      | -      | 1     |
| 72    | Malaisie               | -   | 1      | -      | 1     |
| 72    | Samoa                  | -   | 1      | -      | 1     |
| 72    | Singapour              | -   | 1      | -      | 1     |
| 72    | Soudan                 | -   | 1      | -      | 1     |
| 72    | Viêt Nam               | -   | 1      | -      | 1     |
| 81    | Égypte                 | -   | -      | 2      | 2     |
| 82    | Afghanistan            | -   | -      | 1      | 1     |
| 82    | Israël                 | -   | -      | 1      | 1     |
| 82    | Moldavie               | -   | -      | 1      | 1     |
| 82    | Maurice                | -   | -      | 1      | 1     |
| 82    | Togo                   | -   | -      | 1      | 1     |
| 82    | Venezuela              | -   | -      | 1      | 1     |
| Total | Total                  | 302 | 303    | 353    | 958   |

## Médailles retirées
Le 15 août 2008, le comité international olympique a annoncé que le tireur nord-coréen Kim Jong-su avait été testé positif au propranolol et s'était vu retirer ses médailles, celle de bronze gagnée à l'épreuve de 10 m air comprimé et celle d'argent gagnée à l'épreuve de 50 m. Au 10 m air comprimé, la troisième place est revenue à l'Américain Jason Turner et la deuxième place du 50 m est revenue au Chinois Zongliang Tan.
Le lutteur suédois Ara Abrahamian a également été privé de sa médaille de bronze gagnée lors de l'épreuve de lutte gréco-romaine dans la catégorie des moins de 84 kg. Lors de la cérémonie de remise des médailles, celui-ci avait quitté précipitamment le podium puis jeté sa médaille au centre du tapis de lutte pour protester contre une décision d'arbitrage durant son combat en demi-finale. Le 16 août 2008, le CIO a annoncé que ceci était une manifestation politique et représentait un manque de respect envers les autres compétiteurs.
Lyudmila Blonska avait fini deuxième de l'épreuve de heptathlon. Le 20 août, les tests révèlent qu'elle a été contrôlée positive à un stéroïde anabolisant. La médaille d'argent est réattribuée à Hyleas Fountain et c'est la Russe Tatiana Chernova qui avait terminé quatrième qui prend la médaille de bronze.
Le 29 avril 2009, le quotidien italien La Repubblica révèle une liste de six sportifs contrôlés positifs à l'EPO CERA lors des Jeux. Parmi eux, le Bahreïni Rashid Ramzi, vainqueur du 1500 m. Le 18 novembre 2009, le CIO annonce qu'il est déchu de son titre et qu'il va devoir rendre sa médaille. Le Kényan Asbel Kiprop, 2e, récupérant l'or, le Néo-Zélandais Nicholas Willis, 3e, l'argent, et le Français Mehdi Baala, 4e, le bronze  .
Autre médaillé mentionné dans cette liste, le cycliste italien Davide Rebellin, deuxième de la course en ligne. Le Suisse Fabian Cancellara est déclaré deuxième et le Russe Alexandr Kolobnev troisième.
Le 16 août 2016, le CIO annonce une disqualification de l'équipe russe féminine au 4x100 mètres. Yulia Chermoshanskaya a eu recours à des anabolisants (stanozolol notamment). Par conséquent, la médaille d'or est attribuée au relais belge, l'argent au relais nigérian et le bronze au relais brésilien.
Le 25 janvier 2017, le CIO annonce les disqualifications de l'athlète jamaïcain Nesta Carter et de l'athlète russe Tatiana Lebedeva. En conséquence, l'équipe jamaïcaine du relais 4 x 100 m et composée d'Usain Bolt, Nesta Carter, Michael Frater et Asafa Powell perd son titre au profit de Trinité-et-Tobago, qui devance le Japon et le Brésil. Tatiana Lebedeva perd sa médaille d'argent obtenue en saut en longueur au profit de la nigériane Blessing Okagbare, la médaille de bronze revenant à la jamaïcaine Chelsea Hammond.